# Puklice
Puklice település Csehországban, a Jihlavai járásban. Puklice Rančířov, Čížov, Brtnice, Jihlava, Luka nad Jihlavou és Velký Beranov településekkel határos. Lakosainak száma 871 fő (2024. január 1.).

## Népesség
A település lakosságának változását az alábbi diagram mutatja:
| Lakosok száma | 1131 | 1158 | 1021 | 833  | 720  | 732  | 826  | 845  | 857  | 871  |
|               | 1869 | 1890 | 1921 | 1950 | 1980 | 2001 | 2017 | 2019 | 2022 | 2024 |